# Lybius
Lybius là một chi chim trong họ Lybiidae.